# Thalasseus maximus
El charrán real o gaviotin real (thalasseus maximus) es una especie de ave de la familia sternidae, del orden charadriiformes. Se distingue por ser muy grande y poseer un pico largo color naranja 

## Taxonomía
|  | \| \| T. bengalensis \| \| \| \| \| \| T. maximus \| \| \| \| |
|  |                                                               |
|  | T. bergii                                                     |
|  |                                                               |
|  | T. bengalensis                                                |
|  |                                                               |
|  | T. maximus                                                    |
|  |                                                               |

|  | T. bengalensis |
|  |                |
|  | T. maximus     |
|  |                |

|  | T. sandvicensis |
|  |                 |
|  | T. elegans      |
|  |                 |

|  | \| \| T. bengalensis \| \| \| \| \| \| T. maximus \| \| \| \| |
|  |                                                               |
|  | T. bergii                                                     |
|  |                                                               |
|  | T. bengalensis                                                |
|  |                                                               |
|  | T. maximus                                                    |
|  |                                                               |

|  | T. bengalensis |
|  |                |
|  | T. maximus     |
|  |                |

|  | T. sandvicensis |
|  |                 |
|  | T. elegans      |
|  |                 |

Inicialmente se incluyó en el género Sterna, como Sterna maxima, pero fue trasladado a su actual género, Thalasseus, después de que estudios de ADN mitocondrial confirmaran la necesidad de separar a los charranes según sus tres tipos de patrones de color en la cabeza (sin capirote negro, con capirote negro, y con capirote negro y frente blanca) por corresponder a distintos clados.
El nombre del género deriva del término griego Thalassa (mar), y el de la especie, el latino maximus, se refiere a su gran tamaño.

### Subespecies
Se diferencian dos subespecies de charran real:
- T. m. maximus, la subespecie americana y de tamaño ligeramente superior la otra subespecie (ahora Thalasseus maximus);
- T. m. albididorsalis, la subespecie africana que es de un grís más pálido (ahora Thalasseus albididorsalis, de Congreso Ornitológico Internacional).

## Distribución y hábitat

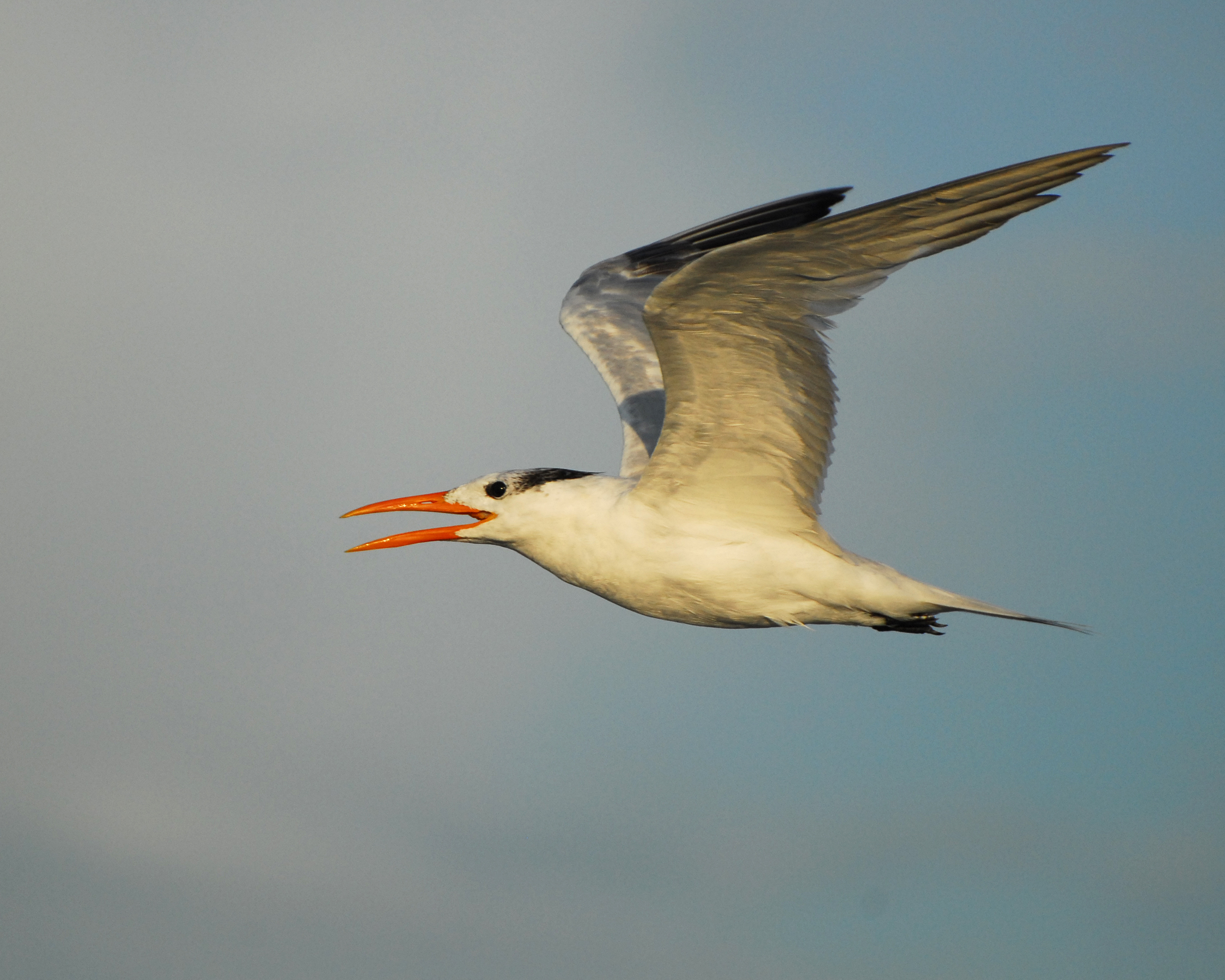
Charrán real con plumaje de invierno en vuelo.

Las aves americanas crían en las costas del Atlántico y el Pacífico del sur de Estados Unidos, México, Centroamérica y las islas caribeñas, y migran hacia el sur para pasar el invierno en Sudamérica. Mientras que las poblaciones que crían en África occidental se desplazan tanto hacia el norte como al sur de sus colonias de cría, llegando en dirección norte incluso hasta España. Esta especie es una divagante rara en Europa Occidental y los individuos que aparecen allí también pueden pertenecer a las colonias americanas. El charrán real es una de las especies a las que se les aplica el Acuerdo de conservación de las aves acuáticas migratorias afro-euroasiáticas (AEWA).
Los charranes reales se encuentran con frecuencia en las playas y bahías arenosas.

## Descripción

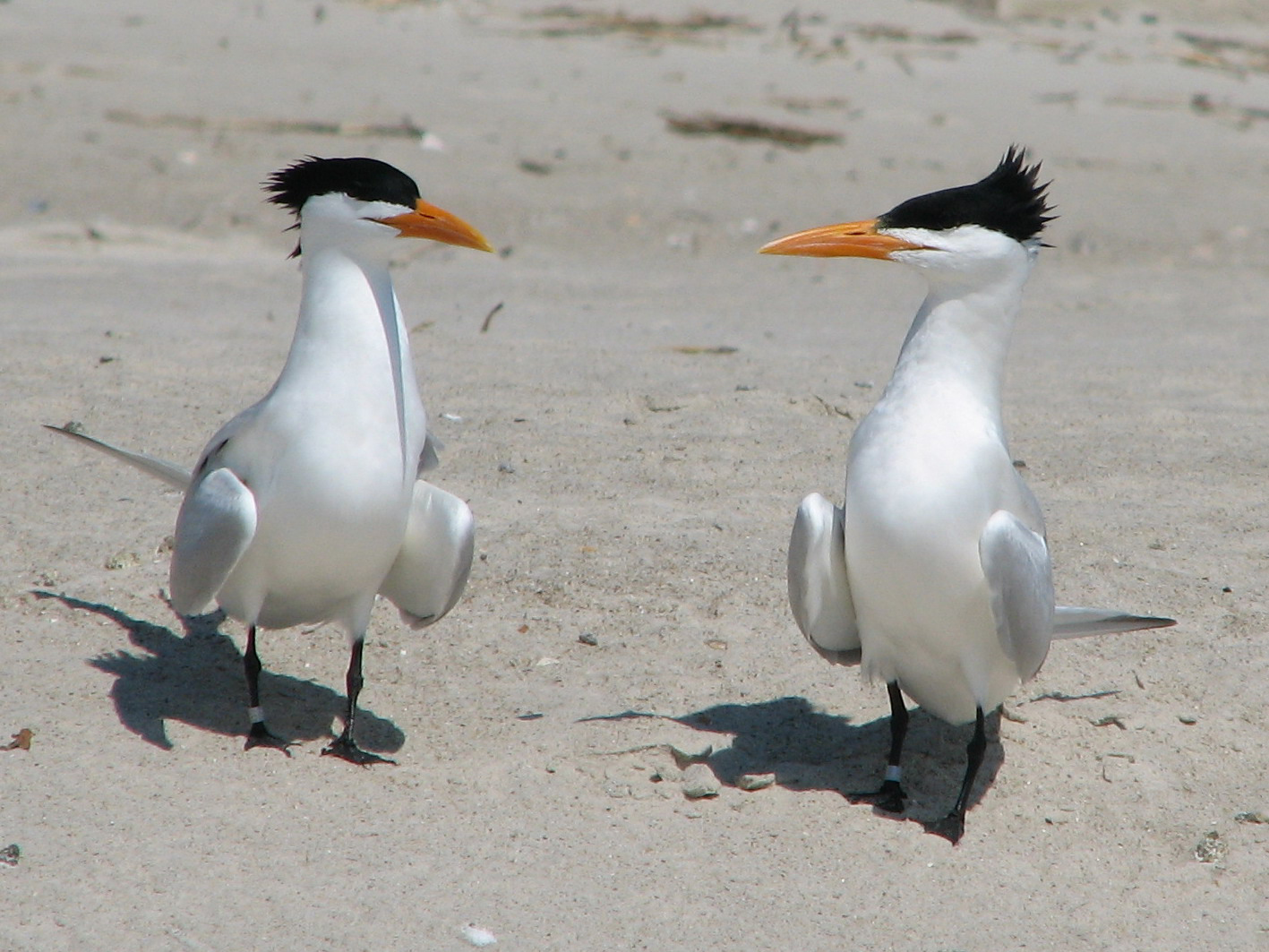
T. m. maximus con plumaje reproductor.

Es un charrán grande, que mide 45-50 cm y tiene una envergadura alar de 125-135 cm, solamente superado en tamaño por la pagaza piquirroja, con la que difícilmente se puede confundir porque es más esbelto, tiene el pico de color naranja intenso y su cola es más larga y ahorquillada. El charrán real tiene las partes superiores de color gris pálido y las partes inferiores de color blanco con la punta de las alas oscuras. Sus patas son negras. En verano los adultos presentan un capirote negro crestado hacia atrás. En invierno la frente y la parte delantera del píleo se vuelven blancos, en mayor extensión que en la pagaza piquirroja, dejando negra sólo la cresta posterior ligeramente jaspeada en blanco y una franja ocular. Los juveniles presentan un plumaje parecido al de los adultos en invierno pero con las alas manchadas en negro.

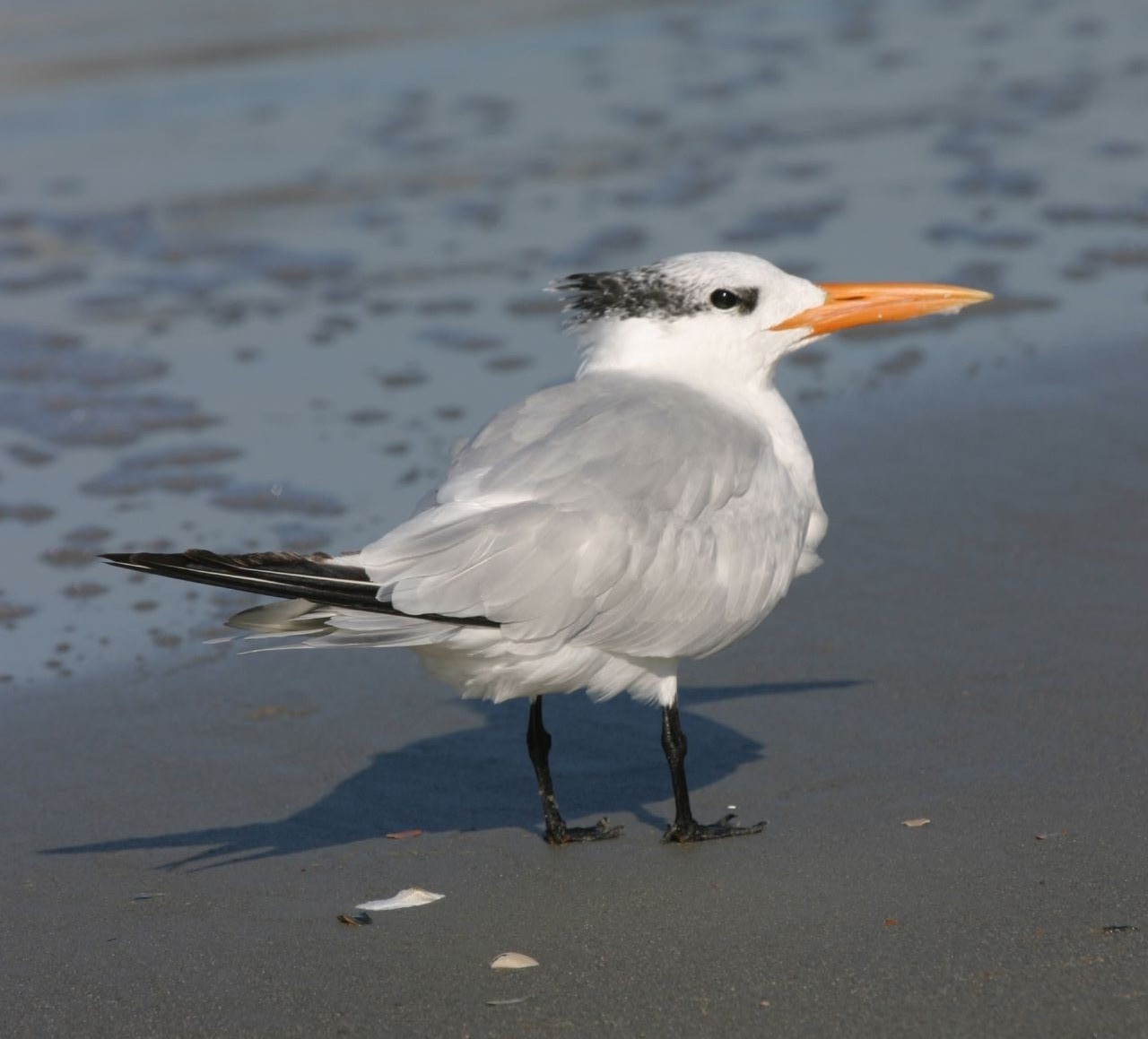
T. m. maximus posado con plumaje de invierno.

En varias partes de su área de distribución el charrán real puede confundirse con el charrán elegante, el charrán piquigualdo y el charrán bengalí aunque sean algo menores. El gris de sus pares superiores es más pálido que en los charranes piquigualdo y bengalí y ambos tienen los picos más finos. Los charranes elegantes tienen el pico más largo y más curvado y presentan el píleo más blanco en invierno.

## Comportamiento

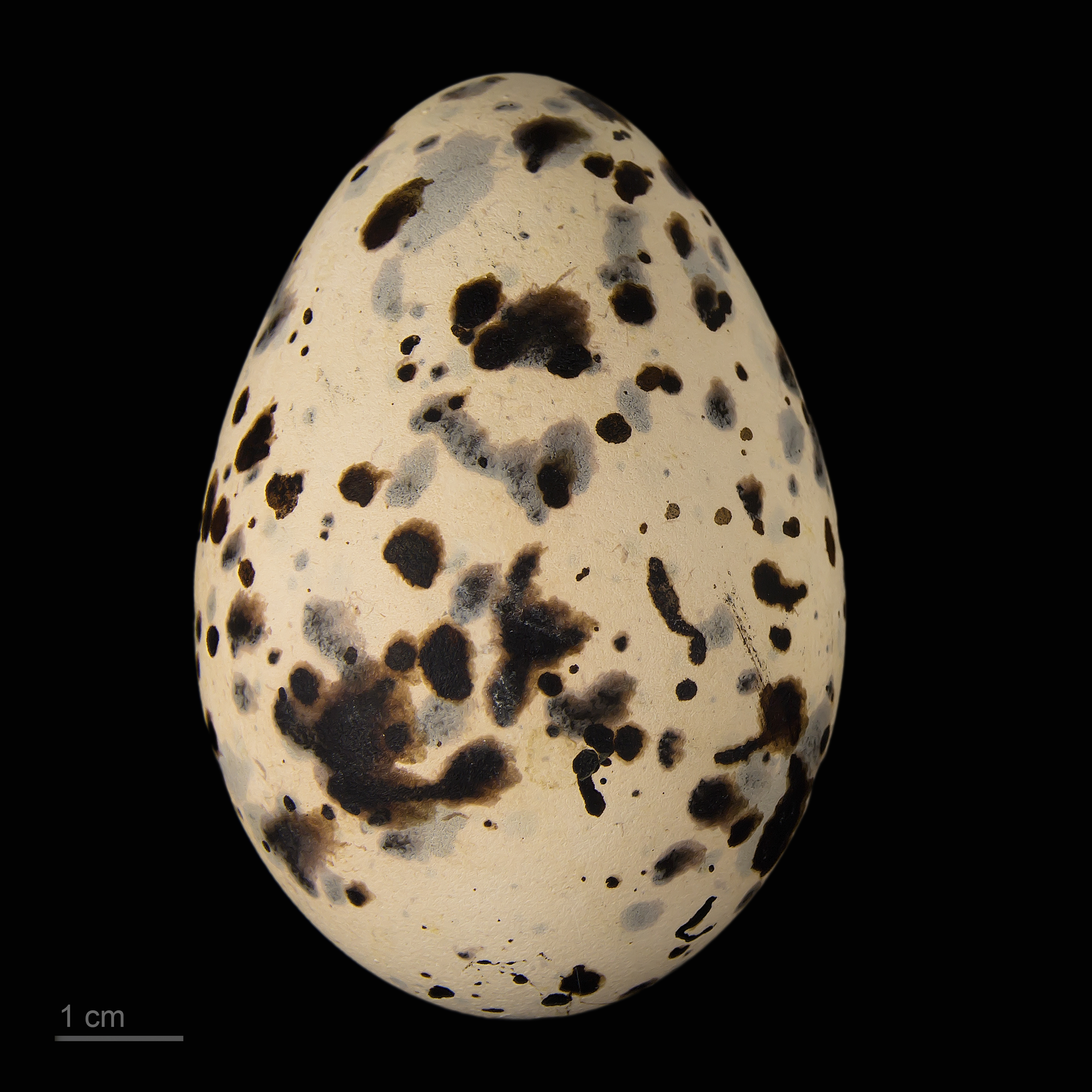
Thalasseus albididorsalis - MHNT

Esta especie cría en colonias en la costa continental y en las islas. Su nido consiste en un hueco someramente excavado en el suelo dentro del que pone uno o dos huevos. Como los demás charranes, defiende agresivamente sus nidos y sus polluelos.
El charrán real se zambulle en picado para pescar, generalmente en medios salinos, como la mayoría de los charranes. Generalmente se sumergen directamente sin cernirse como el charrán ártico. Las ofrendas de pescado del macho a la hembra forman parte de su ritual de cortejo.